# B. A. Rolfe
Pour les articles homonymes, voir Rolfe.
B. A. Rolfe (Benjamin Albert Rolfe né le 24 octobre 1879, mort le 23 avril 1956) est un musicien américain, connu comme le « "The Boy Trumpet Wonder" », qui a été chef d'orchestre, personnalité de la radio, réalisateur et producteur de cinéma

## Biographie
Dans sa jeunesse il joue du piccolo et du cornet dans le groupe de musique de son père qui était chef d'orchestre. Après ses études il travaille en tant que clown dans un cirque itinérant, puis rejoint le Majestic Theater Orchestra à New York. Il est nommé professeur de la section de cuivre de l'Utica Conservatory. Il produit des vaudevilles et des revues, et dirige son orchestre.
Il enregistre plusieurs disques avec son big-band intitulé Lucky Strike Orchestra.
En 1914 il fonde sa propre société de production,  Rolfe Photoplays Inc.. Il achète la Dyreda Art Film Company en 1915. Sa société de production produit plusieurs films dont The Master Mystery (1919), avec Harry Houdini.
Il meurt d'un cancer à Walpole (Massachusetts) en 1956.

## Filmographie

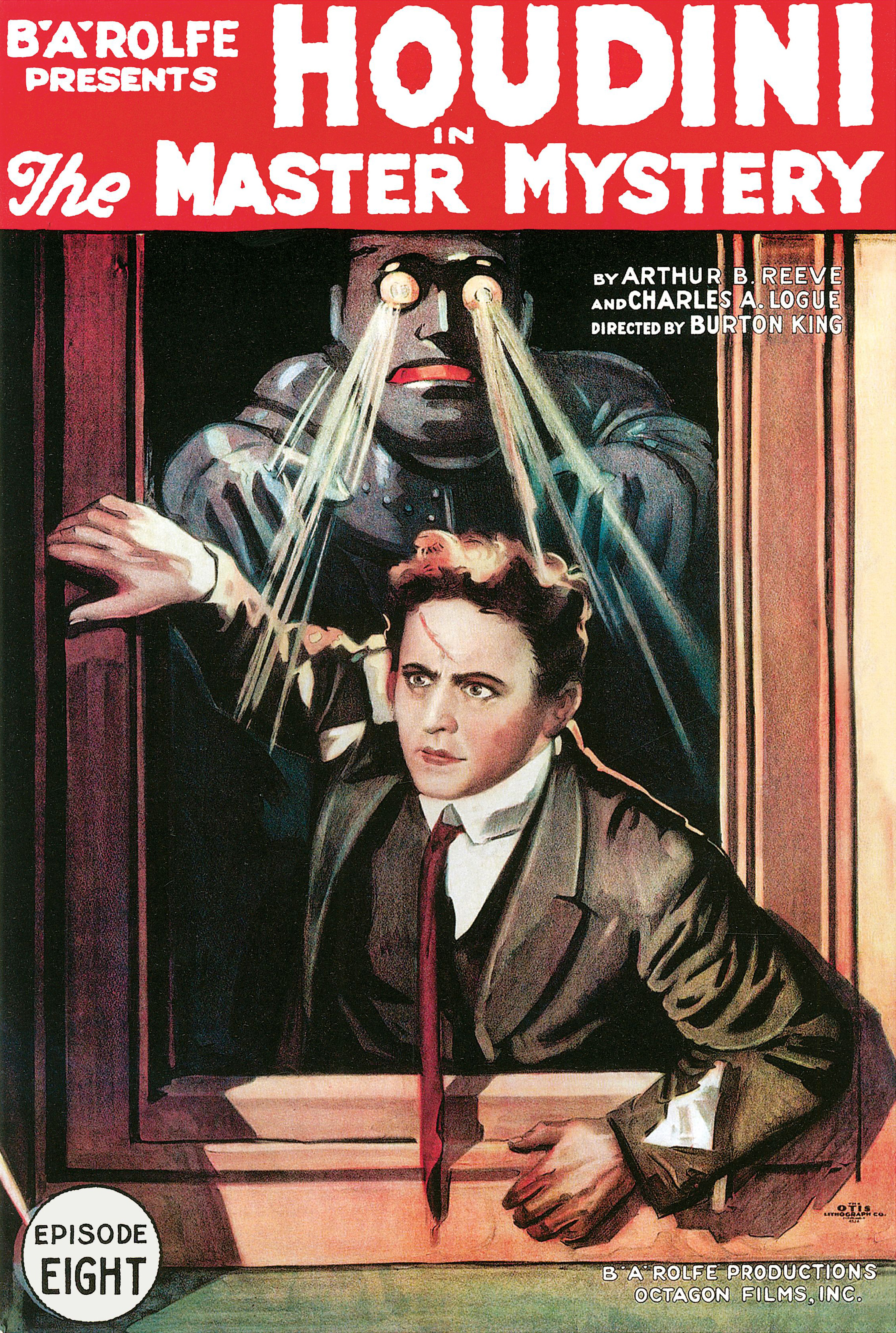
Affiche de The Master Mystery (1919).

- 1915 : Destiny (en)
- 1915 : Cora  réalisé par Edwin Carewe
- 1917 : The Trail of the Shadow
- 1917 : Miss Robinson Crusoe
- 1917 : The Duchess of Doubt
- 1917 : The Girl Without a Soul
- 1917 : The Barricade
- 1917 : The Outsider
- 1917 : The Voice of Conscience (en)
- 1918 : The Winding Trail
- 1918 : The Claim
- 1918 : Breakers Ahead
- 1919 : The Belle of the Season
- 1919 : L'Express 330 (Easy to make Money) d'Edwin Carewe (producteur)
- 1919 : The Master Mystery (serial)
- 1919 : A Scream in the Night (producteur)
- 1920 : Love Without Question  an Old Dark House mystery[5]
- 1920 : A Woman's Business (réalisateur)
- 1920 : Even as Eve (producteur)
- 1921 : Miss 139 (réalisateur)